# シスチノーシス
シスチノーシス（シスチン症、英語：Cystinosis）は、全身のさまざまな臓器（主に腎臓、眼の角膜、甲状腺など）にシスチンが蓄積する病気。シスチンが蓄積することで腎不全、羞明（しゅうめい）、糖尿病、甲状腺機能低下などを発症する。約40種類あるライソゾーム病の一種で、シスチンを細胞質へ輸送するシスチノシンが先天欠損もしくは欠如しているためライソゾーム内にシスチンが蓄積する先天代謝異常症である。
欧米での発症率は10〜20万人に1人だが、日本国内では十数名の発症が認められるだけの希少疾患でもある。

## 概要
シスチノーシスは、腎障害型、中間型、非腎型に分類される。

### 腎障害型シスチノーシス
- 生後6か月頃からファンコニ症候群を発症し、体重増加不良、アシドーシス、多飲多尿、悪心・嘔吐、低身長、羞明、くる病を発症するのが特徴である。
- 2歳までにシスチン結晶が角膜に沈着し、痛みや羞明を引き起こす[2][4]。

### 臨床的所見
臨床的所見は、以下のとおり。
- 生後6か月以降の体重増加不良及び成長遅延
- 嘔吐、摂食困難
- 重度の多尿、多飲および脱水
- 進行性くる病による骨格の変化、ならびに歩行可能年齢での歩行困難

### 中間型シスチノーシス
- 発症年齢が遅く、腎障害型と同様の症状。未治療の場合、15〜25歳で腎不全を発症する[2][4]。

### 非腎型シスチノーシス
- 症状は、角膜へのシスチン結晶蓄積による羞明のみである[2][4]。

## 治療
診断後できるだけ早期にシスチン除去薬による治療を開始することで、発症を遅延させることができる。
日本国内で承認されたシスチン除去薬は、2014年7月に承認されたシステアミン（一般名：システアミン酒石酸塩、販売名：二シスタゴンカプセル 50 mg/150 mg（マイラン製薬））で、これを6時間毎に服用する。
システアミンの服用では、角膜へのシスチン結晶蓄積改善は期待できず、別途、点眼による治療が必要となる。
欧米においては、既に点眼薬は承認されシスチン結晶の除去効果がみられ、羞明改善につながっている。なお、日本国内では、2021年から治験開始し、2022年春に終了した。治験により定期的な点眼を続けるないと症状は悪化していくことが分かった。2023年の臨床研究を経て、2024年３月付けで製造販売承認を取得した。販売名：「シスタドロップス点眼液0.38％」（製造販売元：ヴィアトリス製薬株式会社）